# Leucochlaena intermedia
Leucochlaena intermedia är en fjärilsart som beskrevs av Tutt 1891. Leucochlaena intermedia ingår i släktet Leucochlaena och familjen nattflyn. Inga underarter finns listade i Catalogue of Life.